# Aleksandr Riazántsev (ajedrecista)
Aleksandr Vladímirovich Riazántsev (en ruso: Александр Владимирович Рязанцев), (Moscú, 12 de septiembre de 1985) es un jugador de ajedrez ruso que tiene el título de Gran Maestro desde 2001.
En la lista de Elo de la FIDE de octubre de 2015, tenía un Elo de 2646 puntos, lo que le acreditaba como el jugador número 28 (en activo) de Rusia, y como el 114.º mejor jugador del ranking mundial. Su máximo Elo fue de 2720 puntos, en la lista de julio de 2012 (puesto 28.º del ranking mundial).

## Resultados destacados en competición
En 1997, Riazántsev ganó el Campeonato de Europa de ajedrez de la juventud Sub-12, celebrado en la ciudad francesa de Cannes. Al siguiente año ganó Campeonato de Europa de ajedrez Sub-14. En 2000 formó parte del equipo ruso que ganó la olimpiada juvenil en Murek, Austria, y al año siguiente, con solo 16 años, obtuvo el título de Gran Maestro.
En 2006 se proclamó Campeón de Moscú. y en abril de 2010 ganó, con el equipo Sh SM-64 de la capital rusa, el campeonato ruso por equipos en Sochi; en esta competición obtuvo 6 sobre 7 puntos (+5 =2), El mismo año empató en los puestos 1.º al 7.º con Vitali Gólod, Nadezhda Kosíntseva, Leonid Kritz, Sebastien Feller, Christian Bauer y Sebastien Maze en la 43.ª edición del Festival de ajedrez de Biel, en Suiza, quedando primero en el desempate.
Entre agosto y septiembre de 2011 participó en la Copa del mundo, en Janty-Mansisk, un torneo del ciclo clasificatorio para el Campeonato del mundo de 2013. Llegó hasta la segunda ronda, cuando fue eliminado por Yan Nepómniashchi (1½-2½).